# Cour suprême de Chypre
Pour les autres articles nationaux ou selon les autres juridictions, voir Cour suprême.

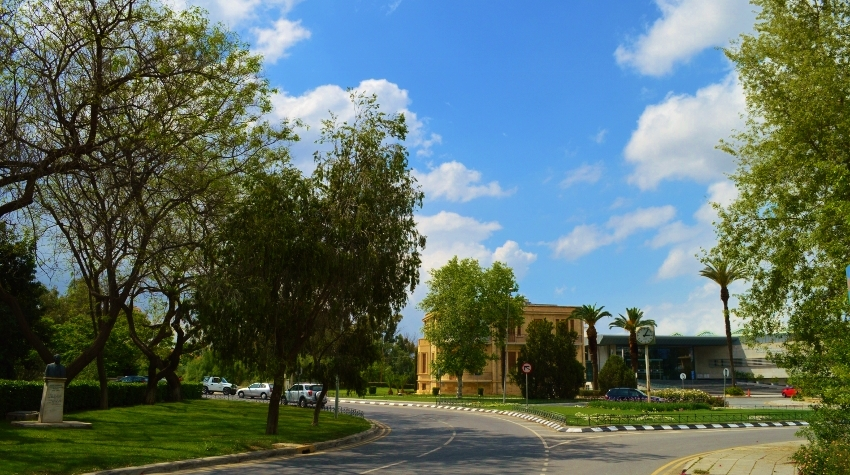
Bâtiments de la Cour suprême.

La Cour suprême de Chypre (grec moderne : Ανώτατο Δικαστήριο Κύπρου) est la plus haute juridiction de la république de Chypre. Elle est créée en 1964 à partir d'une fusion de la Cour constitutionnelle suprême et de la Haute Cour,.
La Cour suprême est responsable à la fois de l'examen de la justification des lois de la République en fonction de la situation et de leur conformité ou non aux droits de l'homme, et elle agit comme cour d'appel. Elle fait également office de cour d'amirauté et de tribunal administratif et peut se prononcer sur des questions électorales. Elle est basée à Nicosie et est composée de 7 juges, dont l'un fait office de président de la cour. Les juges de la Cour suprême sont nommés par le président de la République sur recommandation de la Cour suprême et prennent leur retraite à l'âge de 68 ans.
En raison de la crise constitutionnelle de 1963 et de l'invasion turque de 1974, le système judiciaire s'écarte du système prévu par la Constitution. La Cour suprême a absorbé les responsabilités de la Cour constitutionnelle suprême et de la Haute Cour et agit donc comme l'autorité ultime en matière civile, pénale, administrative et constitutionnelle. Cela permet à la cour de statuer à la fois sur la constitutionnalité des lois, avec des plaintes constitutionnelles individuelles et des appels des juridictions inférieures.
La République de Chypre devient une république souveraine indépendante avec un système présidentiel le 16 août 1960. Avant 1960, Chypre est considérée comme une colonie de la Couronne du Royaume-Uni et est régie par le Common Law anglais. En tant que république indépendante, Chypre rédige une nouvelle constitution et ordonne à la Cour suprême d'adopter la jurisprudence anglaise. Cependant, la Cour suprême rejette cette demande et, en 1962, adopte la position selon laquelle la jurisprudence anglaise n'a pas d'autorité contraignante. Au lieu de cela, la cour décide de suivre la jurisprudence anglaise dans la mesure où elle « convient à Chypre ».